# Fahrmischerbetonpumpe

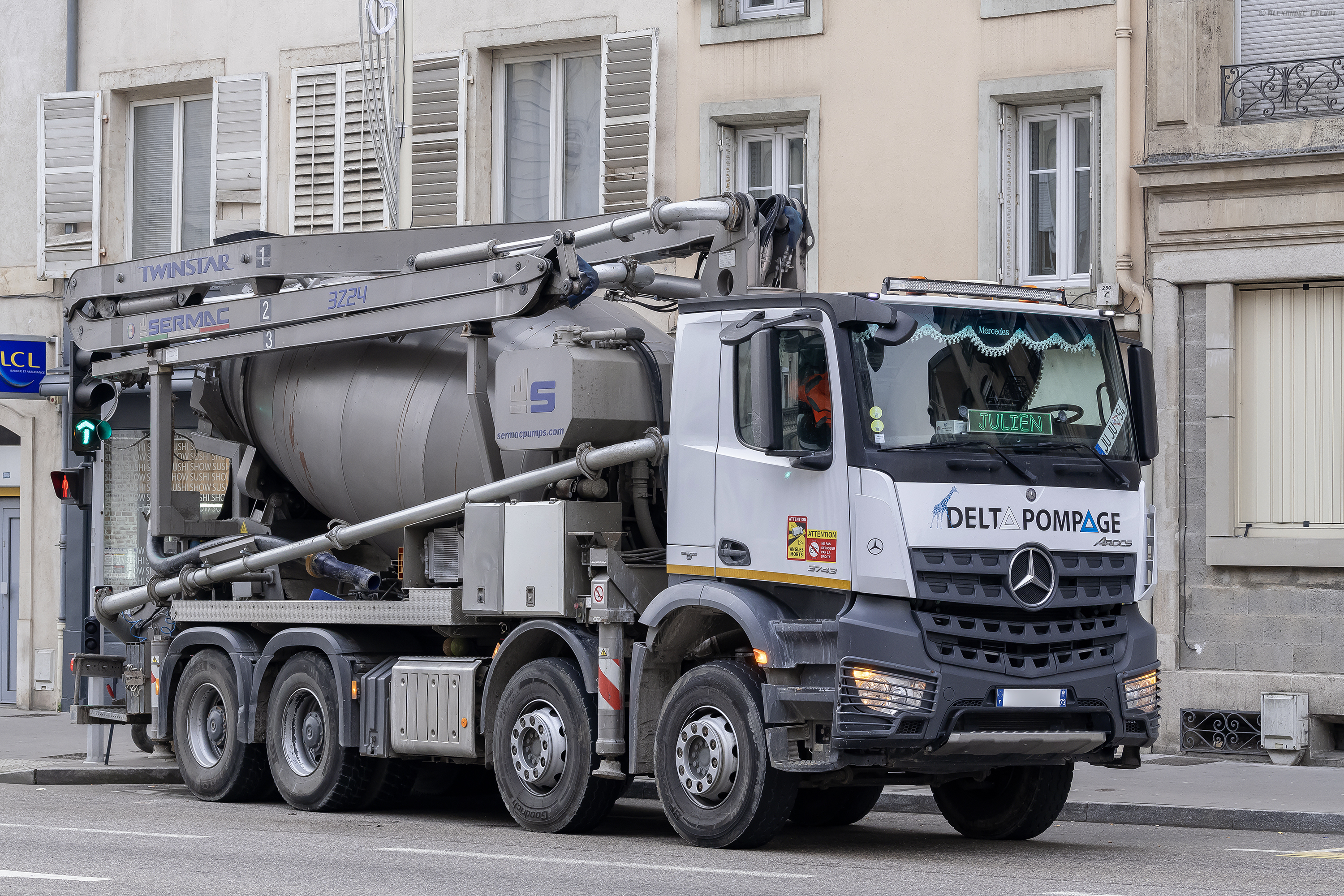
Fahrmischerbetonpumpe

Eine Fahrmischerbetonpumpe (FBP) ist eine Kombination aus Betonpumpe und Fahrmischer. Daher ist es möglich, den Beton in der Mischertrommel zu transportieren und ihn anschließend mit derselben Maschine mit Hilfe einer am Fahrzeug hinten angebauten Betonpumpe und einem Betonverteilermast an den Einbringungsort zu fördern.
Eine Fahrmischerbetonpumpe besteht aus einem LKW-Fahrgestell, einer Fahrmischertrommel mit dazugehörigem Wassertank, einem Pumpsystem und einem Betonverteilermast.
Die Fahrmischertrommel kann ein Fassungsvermögen von bis zu 7 m³ haben. Sie besteht aus hochfestem Sonderstahl (27MnB5) mit Wandstärken von 3,5 bis 6 mm. Pro Minute werden 14 Umdrehungen erreicht.
Als Pumpsystem wird eine Rotorpumpe oder eine Kolbenpumpe verwendet. Der Vorteil der Rotorpumpe ist die leise und ruhige Arbeitsweise während der Vorteil der Kolbenpumpe in der besonderen Leistungsstärke liegt.
Der Verteilermast hat eine Reichweite von 16 m bis 32 m. Er besteht aus bis zu vier Armen, die meist in Z-Faltung (auch Roll-Faltung) verbunden sind.
Vorteile:
- oft kostengünstiger und schneller als Autobetonpumpen
- hohe Reichweite bei geringem Platzbedarf
- niedriger Verschleiß
- einfache Bedienung (nur eine Person nötig) daher
- geringe Personalkosten
- Zeitersparnis
- besonders geeignet für kleinere Baustellen
- hohe Beweglichkeit
- keine Abstützung, daher sehr flexibel
- besonders geeignet für Halleneinsätze (mit ausgefahrenem Mast fahrbar)